# 丸山忠行
丸山 忠行（まるやま ただゆき、1942年（昭和17年）1月29日 - ）は、日本の元プロボクサー。愛媛県松山市出身。アマチュア時代に1964年東京オリンピック日本代表選手ともなった。

## 経歴・人物
松山市立道後小学校では5・6年生時に山田宏臣（後に走幅跳の日本記録を樹立）と同級生で、第8回国民体育大会閉会式の際に催された松山市内小学校の招待400mリレーではともに優勝メンバーとなった。山田は陸上競技選手として1964年東京オリンピックに出場しており、長岡民男によるとこの大会の日本選手団の中で「同じ小学校の、同じ学年の、同じクラス」だったケースは丸山と山田だけであるという。
自衛隊体育学校在学中に、1964年東京オリンピックに男子ヘビー級で出場し、1回戦で敗退した。
1965年11月30日にミドル級のプロボクサーとして佐藤靖男戦でデビューするが　5回TKO負け。